# 浅見香月
浅見 香月（あさみ かづき、1月5日 - ）は、日本の女性声優。タイ王国バンコク出身。ラクーンドッグ預かり所属。

## 略歴
中学、高校時代の頃は演劇部に所属していたが、当時は内輪で楽しんでいた程度であり、「演技のお仕事をしたい」とは全く思っていなかった。その後、やりたいことや好きなこと、将来について見つめ直した際に、「自分の好きなアニメや映画といったエンターテインメントに携わる仕事がしたい」、「また演技をやってみたい」と思い立ち養成所に入所。 将来のことなどについて見つめ直すきっかけとなったのはアニメーション映画『劇場版 少女☆歌劇 レヴュースタァライト』。

## 人物
趣味は映画を観ること、歌うこと。特技は外国語の発音、ラップ。
資格は英検2級、書道準初段。

## 出演

### テレビアニメ
- 先輩はおとこのこ（2024年、看護師[4]）
- 青のミブロ（2025年、彩芽〈幼少期〉[5]）
- かくして!マキナさん!!（2025年、女子A[6]）
- 華Doll*-Reinterpretation of Flowering-（2025年、Antholicたち[6]）
- プリンセッション・オーケストラ（2025年、女の子C[7]、女の子[8]）

### ゲーム
- 学園アイドルマスター（2024年 - 2025年、賀陽燐羽[9][10]）
- バトルクラッシュ（2024年）
- リルヤとナツカの純白な嘘（2024年）[11]

### ラジオ
※はインターネット配信。
- 伊藤舞音と浅見香月のおかづラジオ（2025年 - 、ニコニコチャンネルプラス※）[12]

### BLCD
- 南くんはその声に焦らされたい2（2024年、百合[13]）

### ボイスコミック
- 恋わずらいのエリー

### 舞台・朗読劇
- 爆走おとな小学生 第二十二回全校集会『アイディール・セミナー/2nd session』（2025年4月9日 - 10日・13日、シアターサンモール） - 岡崎里美 役（森下来奈とのダブルキャスト）[14]